# Parafia wojskowa św. Rafała Kalinowskiego
Parafia wojskowa Świętego Rafała Kalinowskiego przy Wojskowym Instytucie Medycznym w Warszawie znajduje się w Dekanacie Inspektoratu Wojskowej Służby Zdrowia Ordynariatu Polowego Wojska Polskiego. Jej proboszczem jest ks. prał. płk Marek Kwieciński. Obsługiwana przez księży diecezjalnych. Erygowana 29 stycznia 2010. Mieści się przy ulicy Szaserów.